# Terremoto de Islandia de 2008
El terremoto de Islandia de 2008 fue un sismo registrado el día 29 de mayo de dicho año a las 15:45 hora local (15:45 UTC). En la ciudad se desplomaron varios techos de plumavit y mercaderías en farmacias y supermercados, mientras que en el campo colapsaron varios graneros, provocando la muerte de varios animales. No hubo víctimas fatales humanas, pero si 28 heridos. Luego del sismo inicial, se produjieron cerca de 100 réplicas, la mayoría imperceptibles. El terremoto además interrumpió un discurso del presidente islandés, Ólafur Ragnar Grímsson.
- Datos: Q2607760